# Alberto Malagón Amate
Alberto Malagón Amate genannt Tito Malagón (* 2. Juli 1988 in Alcalá de Henares) ist ein spanischer Fußballspieler. Der Mittelfeldspieler ist seit Juli 2013 vertragslos, nachdem der FC Admira Wacker Mödling sein Engagement nicht verlängert hat.

## Sportliche Laufbahn
Tito begann seine Karriere bei Rayo Vallecano, wo er 2009 an RSD Alcalá verliehen wurde, ehe er in die zweite Mannschaft von Vallecano zurückkehrte. In der Saison 2011/12 war er bei CF Gandía unter Vertrag. Von Jänner bis Juni 2013 spielte der Spanier in Österreich beim FC Admira Wacker Mödling.
Sein Debüt in der höchsten österreichischen Spielklasse gab der linke Mittelfeldspieler am 13. März 2013 gegen den FC Red Bull Salzburg, wo er beim 1:1-Unentschieden den Ausgleich erzielte und durchspielte.